# Geest-Gérompont-Petit-Rosière
Geest-Gérompont-Petit-Rosière (wa. Djé-Djerompont-Pitit-Rozire) – dzielnica (section) gminy Ramillies w Belgii, w Regionie Walońskim, w prowincji Brabancja Walońska, w okręgu Nivelles. 1 stycznia 2020 roku liczyła 1541 mieszkańców. Do 31 grudnia 1970 samodzielna gmina.

## Demografia
Liczba mieszkańców, stan na 1 stycznia:
| Rok                | 1930 | 1961 | 2020 |
| ------------------ | ---- | ---- | ---- |
| Liczba mieszkańców | 774  | 735  | 1541 |